# 安德里亚南普伊奈梅里纳

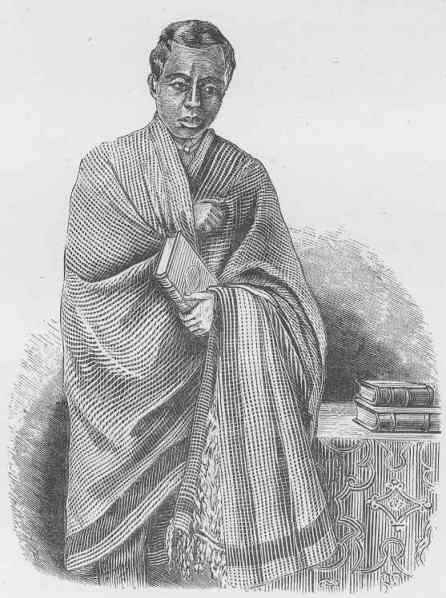
安德里亚马内洛（LMS, 1869, p.22）

安德里亚南普伊奈梅里纳（馬達加斯加語發音：[anˈɖʐianˌmpuʲnˈmerʲnə̥]；1745年—1810年）是马达加斯加伊默里納王國君主。自1787年开始统治伊默里纳王国，直至去世。他结束了伊默里纳长达77年的内乱，对外积极扩张国土，将马达加斯加的大片土地置于梅里纳统治之下。安德里亚南普伊奈梅里纳在梅里纳文化中享有极为崇高的地位，几乎等同于神，他被认为是马达加斯加历史上最伟大的军政领导者之一。
安德里亚南普伊奈梅里纳推翻了他的舅舅——伊默里纳阿瓦安德安诺（Imerina Avarandrano，伊默里纳地区北部）的统治者——国王安德里安扎菲，使自己登上王位。在安德里亚南普伊奈梅里纳登基前，伊默里纳阿瓦安德安诺在国王安德里亚马集纳瓦洛纳死后近一个世纪常常卷入伊默里纳王国的其他三个相邻的割据政权的冲突中，但安德里亚南普伊奈梅里纳成功的结束了内战。他在安布希曼加修建堡垒城镇，作为他的首都，安布希曼加作为马达加斯加人心目中的圣地，在政治与文化方面具有极为重要的地位。安布希曼加的蓝山行宫保存至今，并在2001年被联合国教育、科学及文化组织列入世界文化遗产。他统一了伊默里纳地区后，继续对外扩张势力范围。他成功收服了贝齐寮人、斯汉纳卡人、别扎诺扎诺人和巴瓦人的领土。他在位23年，成功统一了伊默里纳地区，并且在极大程度上扩张了梅里纳人的王国的领土，他一直梦想着统一整个马达加斯加岛。他的儿子兼继承人拉达马一世继承了他的父亲的遗愿，继续对外扩张，并在接下来的二十年里基本实现了他父亲的遗愿。

## 早年生涯

### 出生
安德里亚南普伊奈梅里纳原名拉姆波萨拉玛拉扎卡（Ramboasalamarazaka，简称Ramboasalama），于1745年左右出生在马达加斯加中部的伊卡洛，他的母亲是伊梅里纳国王安德里安米比洛马塞纳（1730年–1770年在位）的女儿公主腊纳瓦洛娜安德里安比洛玛塞娜（Ranavalonandriambelomasina），他的父亲安德里阿米阿若毛恩贾卡（Andriamiaramanjaka）则是一名出自伊默里纳北部的阿拉哈马丁塔尼（Alahamadintany）王国的扎菲马米（Zafimamy）王室家族的安德里亚纳（贵族）。安德里亚南普伊奈梅里纳的舅舅——伊默里纳阿瓦安德安诺的统治者——安德里安扎菲被指定为安德里安米比洛马塞纳的继承人，安德里安扎菲于1770年至1787年统治伊默里纳北部地区。
拉姆波萨拉玛拉扎卡出生时，战乱与饥馑袭扰着伊默里纳地区。在一个多世纪前，马达加斯加岛中央高原的伊梅里纳王国在国王拉兰博（1575年–1612年在位）至国王安德里亚马集纳瓦洛纳（1675年–1710年在位）这段时间内保持着繁荣，不断对外扩张，国内稳定和谐。可是安德里亚马集纳瓦洛纳决定将王国分给他的四个喜爱的儿子，使得梅里纳人的王国陷入长达77年的内战，随后的统治者无力掌控奴隶贸易与人口迅速增长。梅里纳诸王早就期盼收服扎菲马米家族所统治的阿拉哈马丁塔尼王国，使国土向北拓展，避免阿拉哈马丁塔尼王国威胁梅里纳人的王国的北部领土。而阿拉哈马丁塔尼王国的扎菲马米诸王也期盼着收服梅里纳人的王国的领土，使他们的国土向南延伸。作为安德里安米比洛马塞纳为减轻阿拉哈马丁塔尼-扎菲马米联盟向北入侵梅里纳人的的王国的威胁的策略的一部分，拉玛波阿萨拉玛拉扎卡的父母就这样进行了一场政治联姻。双方达成了协定：安德里安米比洛马塞纳死后，他的儿子安德里安扎菲继承王位，安德里安扎菲死后，王位传给安德里阿米洛玛塞纳的外孙，也就是这场政治联姻所带来的孩子。两个王室家族间的联姻作出了一个和平公正的妥协：这位孩子即位后，两国将联合统治。
安德里亚南普伊奈梅里纳的扎菲马米家族先祖在此之前实行内婚制，因此很少掺杂马达加斯加岛最初的移民瓦赞巴人的血统，然而拉姆波萨拉玛拉扎卡拥有部分瓦赞巴人的母系血统。这部分瓦赞巴人血统来自国王安德里亚马内洛（1540年–1575年在位），他是瓦赞巴人的女王拉佛西（1530年–1540年在位）与梅里纳丈夫马内洛（Manelo）的儿子。安德里亚纳姆波伊尼梅里纳出生于马达加斯加传统历法的阿拉哈马迪月的上弦月期（tsinambolana），这被认为是吉祥如意的象征。他的父母为了使他免受邪灵的纠缠，按照马达加斯加岛习俗，为他取了个贱名——拉姆波萨拉玛（Ramboasalama；意为“健康的狗”），在儿童时期又改为拉姆波萨拉玛拉扎卡（Ramboasalamarazaka）。

### 童年和教育
拉姆波萨拉玛拉扎卡在他的父亲位于伊卡洛的宫廷中度过了他的童年。他一直接受传统教育，包括马达加斯加传统的棋类游戏——“迂棋”，这促进了他的智力发展并成功地锻炼了他的战略思维能力。未来将要成为统治者的年轻贵族需要学习马达加斯加的传统演说形式——“卡巴利”（Kabary），这是一种格式化的公众演说形式，每当统治者们公开演讲，表示感谢、慰问、谴责时，必须要使用这种演说形式，这甚至关系到统治者的统治将是否成功。不仅如此，他们还要学会在演说中恰当地运用马达加斯加传统的的“奥哈博拉纳”（ohabolana，即谚语），这将使他们以后可以掌握良好的口才，表达自己的看法，这对统治者而言极为重要。年轻的梅里纳贵族也常常要学习演奏瓦里哈琴（Valiha），这是一种梅里纳和扎菲马米贵族使用的竹管乐器。在拉姆波萨拉玛拉扎卡大约十二岁时，他又前往安布希曼加，开始在他的外祖父国王安德里安米比洛马塞纳的宫廷中接受教育。

### 商人

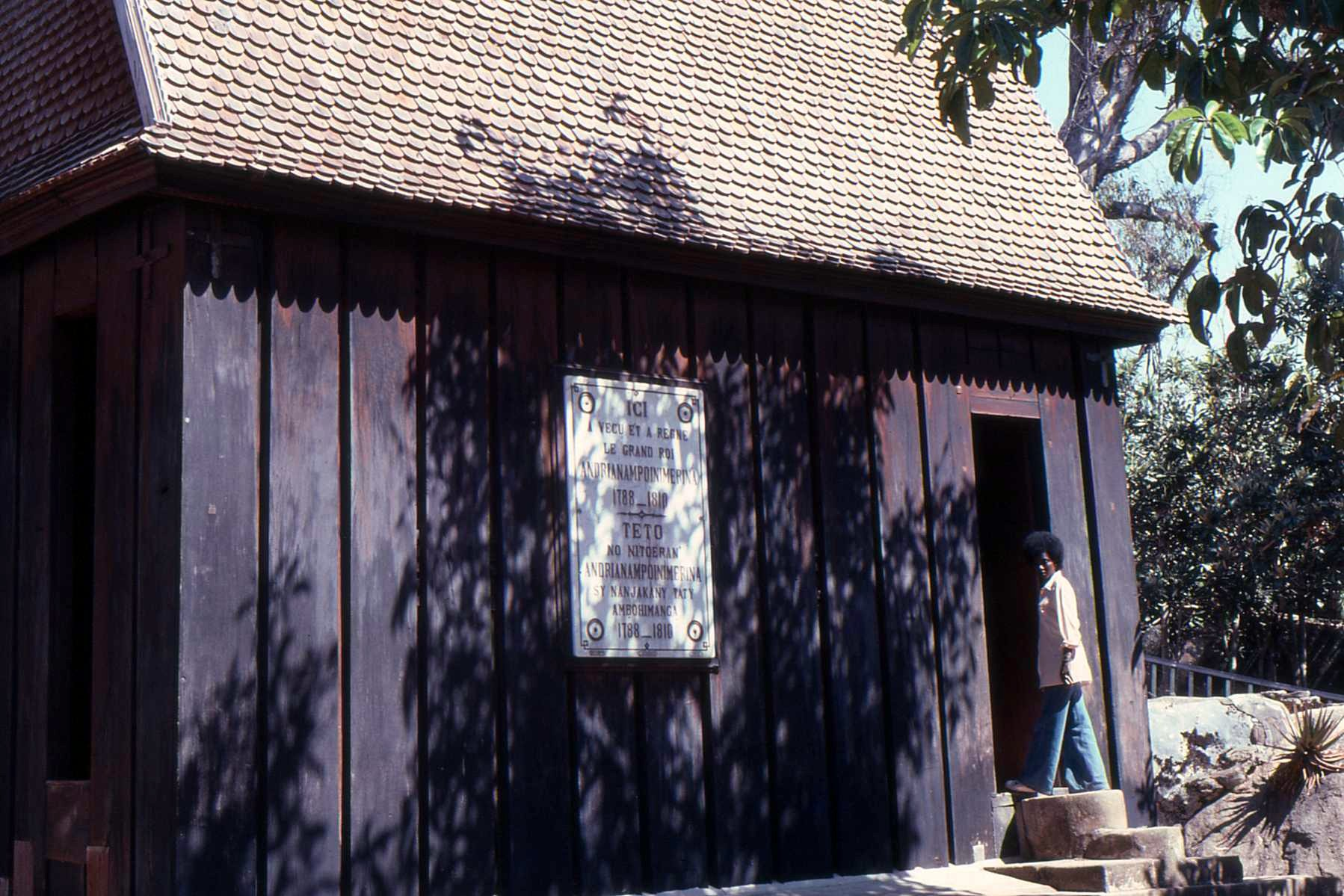
安德里亚南普伊奈梅里纳在安布希曼加的住宅

作为一位年轻人，拉姆波萨拉玛拉扎卡参与商业活动，而且他可能也参与了奴隶贸易。在此期间，他作为平民的保护者，赢得了在民众心目中的威望。他致力于捍卫梅里纳民众免遭萨卡拉瓦人战士与奴隶贩子袭扰并参与反腐败斗争。作为一个白手起家的人，他并不倚仗自己身为王子的特权，他所具有的独立自主、气质高贵、坚韧不拔、有正义感的品质使他在安布希曼加的平民与奴隶中间广受欢迎。与他广受欢迎形成鲜明对比的是，民众普遍对他的舅舅安德里安扎菲的统治感到不满，他被看作是专制而又无能的统治者。安德里亚纳姆波伊尼梅里纳经常对民众作出各种政治许诺，这被安德里安扎菲视为对自己的威胁。于是他下令处决他的外甥的支持者，但这是令他更加不得民心。

### 舅甥冲突
虽然安德里安扎菲最初可能愿意信守承诺，将拉姆波萨拉玛拉扎卡作为他的继承人，不过在他自己的儿子出生后，情况似乎改变了，他的妻子说服他不顾自己的父亲先前立下的承诺，将他自己的儿子立为继承人。安德里安扎菲好几次试图杀死他的外甥，但每次拉姆波萨拉玛拉扎卡都得到了安德里安扎菲的兄弟的提醒，并由此成功躲过一劫。1787年，拉姆波萨拉玛拉扎卡42岁时，他们二人之间的矛盾迎来了转折点：安德里安扎菲决定向拉姆波萨拉玛拉扎卡在安布希曼加的住宅派出一批刺客，与以往一样，拉姆波萨拉玛拉扎卡得到了安德里安扎菲的兄弟的提醒。但是拉姆波萨拉玛拉扎卡得到并没有逃离安布希曼加，而是遵循了一位老者的建议，献祭了一只公羊以祈求祖先的庇护。这位老者随即召集了十二位德高望重的安布希曼加本地人以及三十位士兵，按照安德里安米比洛马塞纳先前的承诺，拥护拉姆波萨拉玛拉扎卡登基，推翻安德里安扎菲。此次政变成功后，拉姆波萨拉玛拉扎卡正式采纳了新的执政名：安德里亚南普伊奈梅里纳（Andrianampoinimerina，意为“伊默里纳心灵之主”）。从此史料记载中便以安德里亚南普伊奈梅里纳称呼他。安布希曼加的居民纷纷宣布拥戴安德里亚纳姆波伊尼梅里纳。
安布希曼加的居民纷纷宣布拥戴安德里亚南普伊奈梅里纳，而安德里安扎菲召集了来自他的家乡埃拉费（Ilafy）的队伍，以此与安布希曼加的安德里亚南普伊奈梅里纳势力相对抗。双方都装备了矛与火器。在马里提南普纳（Marintampona）的初次战斗中，埃拉费军战败了；双方在阿姆波里洛哈（Amboniloha）再次发生战斗，这场战斗发生在夜间，并且双方不分胜负。清晨时分，安德里安扎菲带领部队行进到阿诺西（Anosy）北部，双方再次爆发了一场持续两天的战斗。埃拉费军在战斗中败北，他们撤退回村中，并且决定转而投向安德里亚南普伊奈梅里纳，摆脱安德里安扎菲的统治。人们劝安德里安扎菲前往安塔那那利佛和阿拉索瓦（Alasora）寻求盟友支援，但在他离开后，人们又关闭城门，表示他们决定遵从当初安德里亚马集纳瓦洛纳的承诺，弃暗投明，拥护安德里亚南普伊奈梅里纳登基。此时的安德里安扎菲只得四处寻求支援以重登王位，他前往安塔那那利佛、安博希佩托、阿拉索瓦、阿诺希扎托试图求得援助，但每次他都被拒绝。1787年，安德里亚南普伊奈梅里纳纳逮捕并流放他的舅舅后，双方的冲突宣告结束。关于安德里安扎菲的死因，说法不一，有说法说他在流放中死去，有说法说他被安德里亚南普伊奈梅里纳的拥护者杀死。